# Håkan Carlsson
Håkan Carlsson, född 1952 i Jukkasjärvi församling, död 1997, var en svensk konstnär och pedagog. Han var huvudlärare i måleri och teckning på Nordiska konstskolan i Karleby, Finland 1986-1992 och 1993-1996 var han prefekt vid Konsthögskolan Valand i Göteborg.
Han studerade konstvetenskap vid Umeå universitet 1976 - 1978 samt utbildades vid Brage Konstskola i Umeå 1977 - 1978 och vid Konsthögskolan Valand, Göteborg, 1978 - 1983.
Han har utfört flera offentliga verk: Takmålning i Oktagonen på Mölndals sjukhus, 1985 och i en målning i matsalen där 1986. En målning i PKbanken, Göteborg, 1987, träreliefer, Balltorpsskolan, Mölndal, 1988 samt kakelmosaik, Lindholmen, Göteborg, 1991. Dessutom gjorde han skulpturer i bostadsområdet Hisingen i Göteborg, 1995.

## Separatutställningar
- Bildhörnan, Umeå, 1982
- Galleri 54, Göteborg, 1983
- Lilla Galleriet, Malmö, 1983
- Galleri Monica Benbasat, Norrköping, 1984
- Sveaborg (del av konsthallen), Helsingfors, Finland, 1984
- Kiruna stadshus, Kiruna, 1985
- Galleri Sub-Bau, Göteborg, 1985
- Galleri Gagarin, Karleby, Finland, 1987
- Galleri Oijens, Göteborg, 1988
- Galleri Oijens, Göteborg, 1989
- Konsthall Alka, Linköping, 1990
- Galleri Argo, Stockholm, 1992
- Galleri Fabriken, Göteborg, 1992
- Galleri Konstepidemin, Göteborg, 1992
- Galleri Brage, Umeå, 1994
- Galleri Fabriken, Göteborg, 1994
- Galleri Konstepidemin, Pannrummet, Göteborg, 1995
- Galleri Bergman, Göteborg, 1996
- "Minnesutställning", Galleri Konstepidemin, Göteborg, 1997
- "Minnesutställning", Kiruna Stadshus, 1997
- "Minnesutställning", Luleå,
- "Minnesutställning" Galleri Thomassen, Göteborg, 2007